# الرومانية الكاثوليكية في لاتفيا

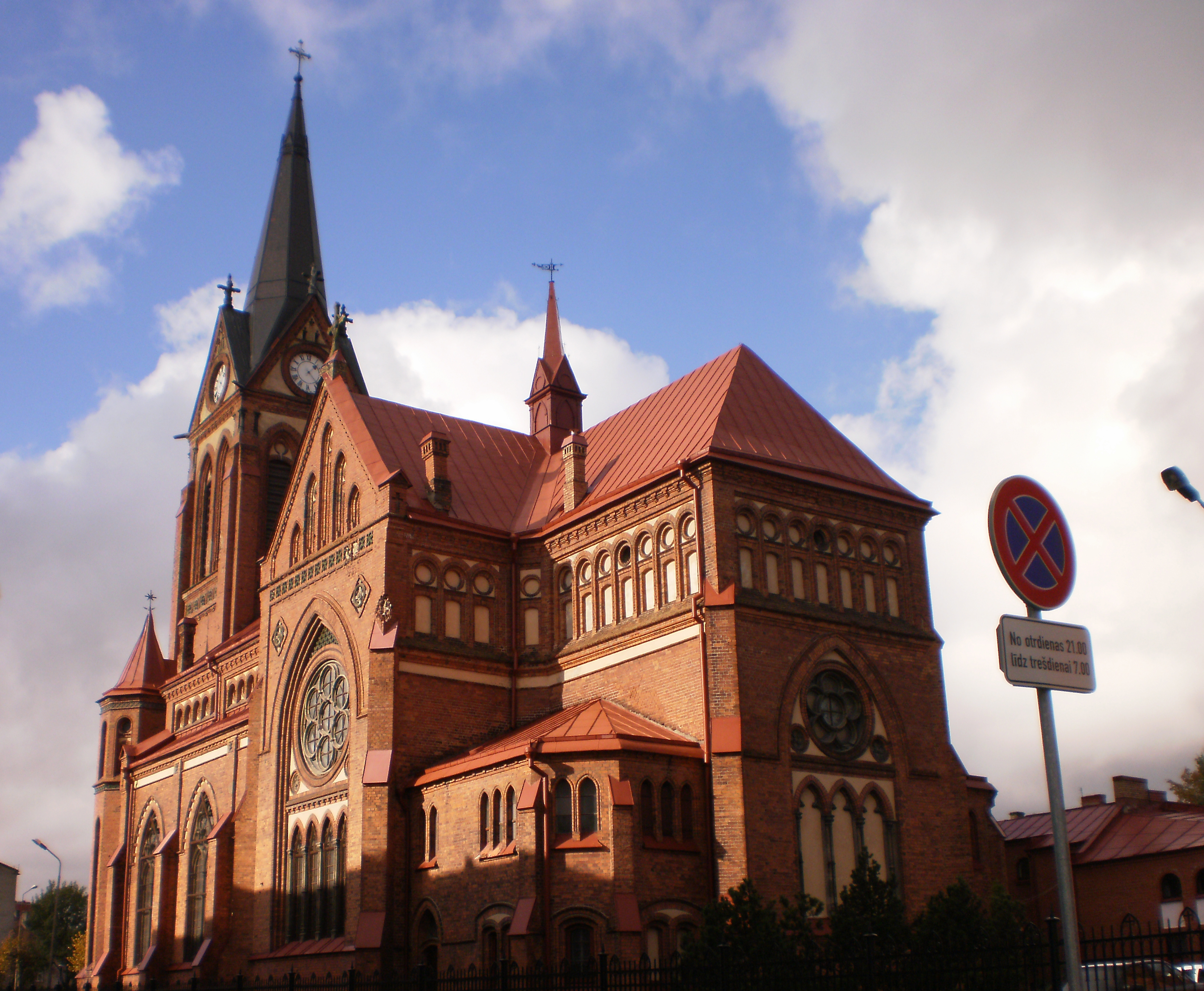
كاتدرائية العذراء مريم العذراء في يلغافا.

الكنيسة الكاثوليكية اللاتفيَّة هي جزء من الكنيسة الكاثوليكية العالمية في ظل القيادة الروحية للبابا في روما ومجلس الأساقفة اللاتفي. ويتوزع كاثوليك البلاد على ثلاثة أبرشيات رومانيَّة كاثوليكيَّة. وفقًا للتعداد السكاني من عام 2011 لدى الكنيسة الكاثوليكية 430,000 عضو أي حوالي 24.1% من السكان. ويعود تواجد الكنيسة الرومانية الكاثوليكية في المنطقة إلى بعثة القديس كانوت الرابع التبشيريَّة في منتصف القرن الحادي عشر، والذي نجح بالتبشير بالمسيحية في كورلاند ويفونيا. وتم بناء أول كنيسة مسيحية في عام 1048 في كورلاند. في أوائل القرن الثالث عشر قام ألبرت أسقف ريغا والنظام الليفوني بعملية التنصير المنظم للسكان الأصليين في لاتفيا. تاريخيًا كانت المنطقة الشرقيَّة للبلاد - وبخاصًة منطقة أتغال - كاثوليكية في الغالب.